# Иоганна Елизавета Гольштейн-Готторпская
Иоганна Елизавета Гольштейн-Готторпская (нем. Johanna Elisabeth von Schleswig-Holstein-Gottorf; 24 октября 1712 — 30 мая 1760, Париж) — принцесса Гольштейн-Готторпского дома, мать российской императрицы Екатерины Великой, родная сестра шведского короля Адольфа Фредерика.

## Родословная
Иоганна Елизавета была членом влиятельного дома Гольштейн-Готторпов (но лишь второстепенной его ветви). Во времена Иоганны, однако, дом Гольштейн-Готторпов находился в упадке. Северная война была для них сокрушительной: в 1713 году их владения в княжестве Шлезвиг, включая замок Готторп, были полностью присоединены к Дании, а во владении Гольштейн-Готторпов осталось лишь княжество Гольштейн. Cемья Гольштейн-Готторпов потеряла былое влияние.
- Иоганна являлась правнучкой датского короля Фредерика III.
- Иоганна приходилась родной сестрой короля Швеции Адольфа Фредерика.
- Иоганна была родной сестрой русского генерал-фельдмаршала Георга Гольштейн-Готторпского, активно возражавшего против вступления своей племянницы Екатерины II на русский престол.
- С целью концентрации власти в руках одного семейства, в семье Иоганны практиковался инбридинг — близкородственные семейные связи. Так, отец и мать Иоганны приходились друг другу двоюродными братом и сестрой (а её дедушка по отцовской линии и бабушка по материнской линии были родными братом и сестрой). Отец Иоганны приходился двоюродным дедом императора Петра III: выданная за него замуж дочь Иоганны Екатерина II приходилась своему мужу троюродной сестрой.

## Биография

### Детство и юность
Не будучи человеком богатым, отец Иоганны князь Кристиан Август доверил судьбу своей младшей (из выживших) дочери Иоганны её крестной матери, герцогине Брауншвейг-Люнебургской Елизавете, не имевшей собственных детей. Так Иоганна стала воспитываться в одном из самых роскошных дворов Северной Германии в Брауншвейге. Именно герцогиня Брауншвейгская устроила брак Иоганны. Через год после смерти отца (1726), 15-летняя Иоганна Елизавета была выдана замуж за 37-летнего князя Кристиана Ангальт-Дорнбургского из династии Асканиев, прусского генерала. Семья поселилась на границе Померании в Штеттине, где Кристиан служил начальником гарнизона Штеттинского замка. В том же году старший брат Иоганны Карл умер в Петербурге накануне свадьбы с Елизаветой Петровной.

### Принцесса Ангальт-Цербстская
Брак с Кристианом казался правнучке датского короля Фредерика III Иоганне мезальянсом: как ввиду разного происхождения, так и из-за разницы в возрасте и характере. Муж-военный был приземлённым и простым человеком, привыкшим отдавать приказы и мало говорить, в то время как его молодая жена любила пообщаться. На свое военное жалованье Кристиан не мог позволить себе роскоши княжеского двора Брауншвейга, в которой выросла Иоганна. В Штеттине было очень мало развлечений по сравнению с жизнью, которую Иоганна вела в детстве, полной балов, охоты и театральных постановок. Иоганна была несчастна, но оставалась послушной женой.
Рождение дочери Софии, будущей императрицы Екатерины II, её тоже не развеселило. Роды были крайне трудными: матери потребовалось 19 недель на полное восстановление после родов. Свою дочь она отдала няням и прислуге (как было принято в ту эпоху для знатных матерей) и не выказывала к ней своей привязанности. Отношения матери и дочери были натянутыми: по воспоминаниям Софии (будущей Екатерины II), мать была к ней жестока и зла без всякой причины. Иоганна, однако, искренне желала для дочери лучшего будущего и пыталась устроить для неё выгодный брак, поэтому возила её на смотрины начиная с 8-летнего возраста. В личной переписке Иоганна ласково называла дочь Фикхен (уменьшительно-ласкательная форма среднего имени Софии — Фредерика). 
Иоганна предпочла бы родить сына, а не дочь, поскольку это могло бы изменить её жизнь. Будучи князем Ангальт-Цербста, кузен её мужа Иоганн Август был бездетным, а старший брат её мужа женат не был. Если бы Иоганна родила сына, тот стал бы наследником княжества, и они смогли бы покинуть Штеттинский замок. Так и произошло: в 1734 году Иоганна родила сына Фридриха Августа, муж Иоганны стал соправителем вместе со своим братом, а сын Иоганны — наследником. Семья переселилась в Цербст. 
Тем не менее, Иоганна не была удовлетворена своим положением и изоляцией от высшего общества. Она много путешествовала, чтобы сбежать из дома, и часто посещала дом своего детства в Брауншвейге. Каждый февраль она ездила на карнавал к королю Пруссии. К ее большому разочарованию, с ней повсюду обращались как с бедной родственницей и жалели за то, что ей пришлось выйти замуж за человека ниже ее по рангу. В 1743 году родной брат Иоганны Адольф Фредрик был объявлен наследником Швеции, после чего Иоганна преисполнилась намерения подыскать и своим детям успешную партию, чтобы те не повторили её судьбу.

### Мать будущей императрицы Российской империи
Эти надежды начали реализовываться благодаря дружбе Иоганны с Елизаветой Петровной. Елизавета Петровна была помолвлена с родным братом Иоганны Карлом Августом Гольштейн-Готторпским. Тот прибыл в Петербург для свадьбы, но умер, не дойдя до алтаря. Елизавета Петровна хранила память о нём всю жизнь. Именно в честь Елизаветы Петровны Иоганна назвала свою младшую дочь Елизавету Ульрику, а Елизавета Петровна стала у той крестной матерью. 
В 1739 году Иоганна вместе со своей дочерью Софией, будущей императрицей Екатериной II, едет в Эйтинский замок навестить своего брата Адольфа Фредрика, князя-епископа Любека. Тот недавно стал опекуном осиротевшего Карла Петера Ульрика, будущего российского императора Петра III. Внук Петра Великого от брака его дочери Анны и немецкого князя Карла Гольштейн-Готторпского, Карл Петер Ульрик был претендентом на престол одновременно и Российской империи, и Шведского королевства. Поэтому он считался перспективной партией. Именно в Эйтинском замке состоялась первая встреча будущего российского императора Петра III (которому на тот момент было 11 лет) и будущей императрицы Екатерины II (которой на тот момент было 10 лет). Карл Петер Ульрик сам принадлежал к Гольштейн-Готторпской династии. Со вступлением его на престол в России под именем Петра III прямая линия Романовых пресеклась, а правящей династией в России стали Гольштейн-Готторп-Романовы.
По случаю коронации Елизаветы Петровны в 1741 году, Иоганна поспешила написать ей поздравительное письмо. К письму она приложила портрет покойной сестры Елизаветы Анны Петровны, за что получила в ответ очень ценный портрет императрицы. Чтобы укрепить отношения, Иоганна отправила Елизавете Петровне портрет своей дочери Софии — будущей императрицы Екатерины II. Елизавета Петровна осталась довольна красотой Софии, а когда пришло время подбирать невесту для своего наследника Петра III, вспомнила, что на смертном одре мать завещала ей стать женой голштинского принца. Именно на племяннице своего покойного жениха Софии Елизавета Петровна и остановила свой выбор, объясняя своё решение следующим образом: «...За лучшее я сочла взять принцессу протестантской веры, и при том из дома, хоть и знатного, но небольшого… Поэтому всех пригоднее принцесса Цербская, тем более, что она уже в родстве с Голштинским домом». 
За обедом 1 января 1744 года Иоганне было вручено письмо от гофмаршала Петра III Отто Фридриха фон Брюммера. По поручению императрицы тот просил её как можно скорее прибыть в Россию вместе со своей старшей дочерью. Спустя всего несколько часов Иоганна получила второе письмо, на этот раз — от нового короля Пруссии Фридриха II. В письме король сообщил Иоганне, что видит все возможности для того, чтобы организовать свадьбу. 10 января 1744 года Иоганна едет вместе с мужем и дочерью в Берлин на аудиенцию к королю и получает там тайное предложение стать агентом Пруссии в Санкт-Петербурге, чтобы удалить от дел канцлера Российской империи Алексея Бестужева-Рюмина — недоброжелателя Пруссии, который стремился к союзу России и Австрии и противился браку между Софией и Петром III. Иоганна с энтузиазмом приняла это предложение.
Мать вместе с дочерью выезжает из Берлина в Санкт-Петербург 16 января 1744 года, путешествуя под псевдонимом графини Рейнбекской (Gräfin von Reinbek), чтобы скрыть свою личность и планы замужества своей дочери (по названию замка Готторпов Рейнбек, где Иоганна хотела провести старость). Муж Иоганны Кристиан  с ними не поехал и вернулся в Ангальт, поскольку Елизавета Петровна распорядилась, чтобы тот в Санкт-Петербург не приезжал. Путешествие было крайне некомфортным, и часто приходилось ночевать в плохо обставленных гостиницах, кишащих тараканами. Путь лежал через Ригу, где возле дома, в котором остановились мать и дочь, нёс почётный караул барон Мюнхгаузен. 9 февраля они прибыли в Москву, как раз к празднованию шестнадцатилетия великого князя Петра. Вскоре после их прибытия Иоганна получила известие о том, что ее малолетняя дочь Елизавета Ульрика внезапно скончалась в Цербсте 5 марта.
В России Иоганна была принята со всеми почестями, подобающими будущей тёще цесаревича, и прожила при русском императорском дворе 2 года. Поначалу у Иоганны были теплые отношения с императрицей Елизаветой Петровной, и она часто выражала благодарность за ее доброту по отношению к своей семье. Однако когда София заболела и врачи хотели сделать ей кровопускание, Иоганна наотрез отказалась это разрешать. Отказ разозлил императрицу, которая удалила Иоганну от постели дочери и сама занялась лечением Софии. Положение Иоганны усугубилось из-за её постоянных жалоб, которые вызвали к ней неприязнь при русском дворе. Иоганна погрязла в многочисленных интригах, среди которых был приписываемый ей роман с деятелем русского просвещения Иваном Бецким. Последней каплей стали действия Иоганны по подрыву авторитета канцлера Бестужева по заданию короля Пруссии. Бестужев перехватил переписку между Иоганной и прусским двором и представил копии этих писем Елизавете Петровне. Та пришла в ярость и своим указом приказала выдворить Иоганну из России после свадьбы. Отношения Иоганны с будущим зятем также ухудшились в период между помолвкой и свадьбой.
21 августа 1745 года София и Петр поженились, а через несколько недель Иоганне пришлось покинуть Россию. Иоганна не простилась с Софией, с тех пор известной как Екатерина Алексеевна, и никогда больше её не видела. Несмотря на опалу, Иоганна уехала с множеством подарков от императрицы. А в Риге ей было велено передать королю Пруссии послание с просьбой отозвать посла, уличенного в заговоре против Бестужева. Это было унизительным наказанием за участие Иоганны в заговоре.

### Регентша Ангальта
По возвращении из России принцесса Иоганна стала играть видную роль в управлении княжеством Ангальт-Цербста. А после того, как овдовела в 1747 году, стала регентшей Ангальта при своём малолетнем сыне Фридрихе Августе. В 1751 году её родной брат Адольф Фредерик был коронован в Швеции, и Иоганна занялась строительством дворца Дорнбург в модном тогда стиле барокко, чтобы принимать там своих венценосных родственников. Никто из них, однако, так никогда и не почтил дворец визитом.

### В изгнании
Несмотря на то, что Ангальт-Цербст в ходе Семилетней войны официально объявил о нейтралитете, Иоганна приняла там маркиза де Френь (Marquis de Fraigne), обвиненного в шпионаже. Это послужилило причиной того, что король Пруссии Фридрих II оккупировал Ангальт-Цербст, а сама Иоганна была вынуждена вместе с сыном бежать в Париж в 1758 году. Там она и умерла спустя 2 года в возрасте 47 лет и в титуле графини Ольденбургской. Спустя 2 года после её смерти дочь Иоганны Екатерина II пришла к власти в России. Сын Иоганны Фридрих Август больше никогда не возвращался в Цербст.

## Характер
В юности Иоганна Елизавета считалась красивой, у нее были вьющиеся светлые волосы. Она могла легко сдружиться с людьми, одаривая их безмерной добротой. В компании старалась очаровывать людей. Она имела обыкновение много говорить, и её было легко взволновать. 

## Награды

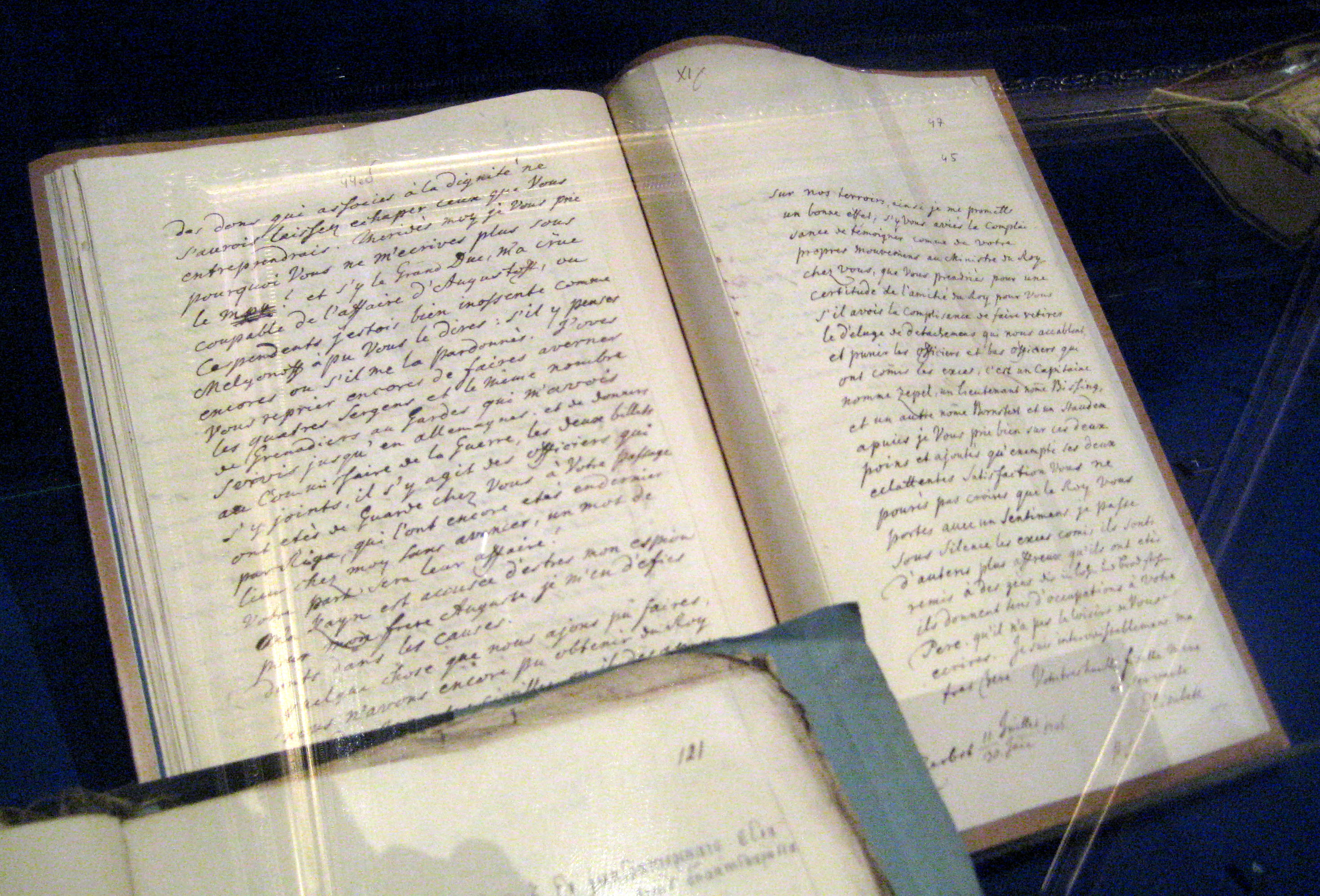
Письмо дочери Фикхен, 1746

- 10 февраля 1744 года по прибытии с дочерью в Россию была пожалована орденом Святой Екатерины 1 степени[11].

## Образ в искусстве

### В литературе
- Иоганна Елизавета выведена В. Пикулем в романе «Фаворит».

### В кино
- «Распутная императрица» (1934)
- «Виват, гардемарины!» (1991) — СССР, реж. Светланы Дружининой, роль Иоганны-Елизаветы исполнила Людмила Гурченко.
- «Гардемарины — III» (1992) РФ — ФРГ, реж. Светланы Дружининой, роль Иоганны-Елизаветы исполнила Людмила Гурченко.
- «Екатерина» (2014) — в сериале роль Иоганны исполнила актриса немецкого происхождения Изабель Шосниг.
- «Великая» (2015) — в сериале роль Иоганны исполнила Елена Руфанова.
- «Великая» (2020) — во втором сезоне сериала роль Иоганны исполнила Джиллиан Андерсон.

## Литературное наследие
Иоанна-Елизавета Анхальт-Цербстская. Известия, писанные княгиней Иоанной-Елизаветой Анхальт-Цербстской, материю императрицы Екатерины, о прибытии её с дочерью в Россию и о торжествах по случаю присоединения к православию и бракосочетания последней. — Сб. РИО, 1871, т. 7, с. 7—67. Текст парал. на франц. и рус. яз. 1744—1745 гг. Встречи в Риге и Петербурге, прибытие в Москву. Подробное описание нравов и обычаев русского двора. Бытовые детали: убранство покоев, экипажи и сани, костюмы и украшения.

## Потомки
1. София Августа Фредерика (1729—1796) (Императрица Всероссийская Екатерина II, 1762—1796)
⚭ Пётр III (1728—1762) Император Всероссийский
2. Вильгельм Кристиан Фридрих (17 ноября 1730 — 27 августа 1742)
3. Фридрих Август Ангальт-Цербстский (1734—1793), владетельный герцог Ангальт-Цербстский с 1747 года.
  1. ⚭ принцесса Каролина Гессен-Кассельская (10 мая 1732 — 22 мая 1759)
  2. ⚭ принцесса Фредерика Ангальт-Бернбургская (1744 — 12 апреля 1827)
4. Августа-Кристина-Шарлотта (10 ноября 1736 — 24 ноября 1736)
5. Елизавета-Ульрика (17 декабря 1742 — 5 марта 1745)